# Mg (editor)

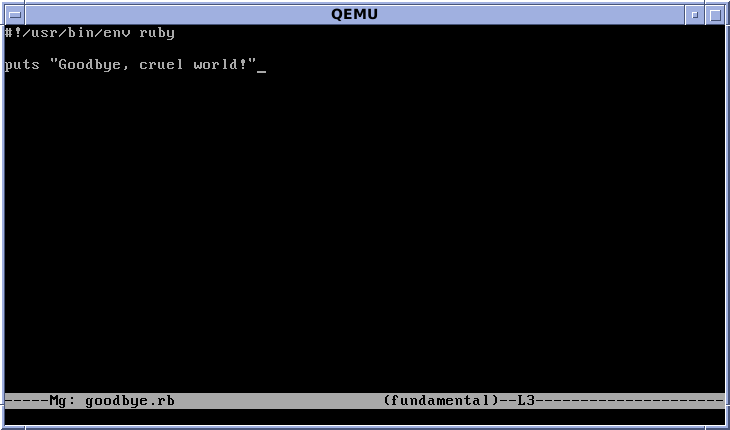

mg originalmente llamado MicroGnuEmacs (nombre que tuvo que ser cambiado a petición de Richard Stallman) es un editor de texto escrito en el lenguaje de programación C que puede ser utilizado en Windows y en sistemas operativos de tipo Unix. Se basa en MicroEMACS pero intenta parecerse más a Emacs a la vez que ocupa poca memoria en el disco y se ejecuta a rápida velocidad. Una versión expandida del original ha sido incluida como parte de OpenBSD. Actualmente, distribuciones de Linux como ArchLinux y Debian disponen de una versión de mg adaptada a partir de la que está incluida en OpenBSD.

## Historia
- Nov 16, 1986: Se publica por primera vez en mod.sources de acuerdo con el README
- Mar 3, 1987:  Primera publicación (mgla) a través de comp.sources.unix
- 26 de mayo de 1988: Segunda publicación: (mg2a) a través de comp.sources.misc
- Jan 26, 1992: Un puerto para Linux es publicado por Charles Hedrick. Esta versión luego termina en tsx-11, Infomagic y otros repositorios de Linux.
- Feb 25, 2000: Primera vez que es importado al árbol de OpenBSD, donde es mantenido actualmente